# Serule Kayu
Serule Kayu is een bestuurslaag in het regentschap Bener Meriah van de provincie Atjeh, Indonesië. Serule Kayu telt 502 inwoners (volkstelling 2010).